# Daniel Davies (musicien)
Pour les articles homonymes, voir Daniel Davies et Davies.
Daniel Davies est un auteur-compositeur-interprète américano-britannique né le 12 décembre 1981 à Londres. Il est le fils de Dave Davies et le filleul du cinéaste John Carpenter. Il collabore régulièrement avec ce dernier et son fils Cody Carpenter. Il a par ailleurs fait partie des groupes Karma to Burn, Year Long Disaster et CKY.

## Biographie

### Jeunesse
Daniel Davies nait le 12 décembre 1981 à Londres. Il est le fils de Nancy et Dave Davies (guitariste du groupe de rock The Kinks). Ses neuf premières années sont en partie consacrées aux tournées avec son père. Il emménage à Los Angeles avec ses parents à l'âge de 11 ans,. Son parrain est le cinéaste et musicien John Carpenter. Il l'a aidé pendant une partie de ses années de lycée.
Il fréquente le Tomales High School (en) en Californie. C'est à cette époque qu'il commence à apprendre la guitare et la batterie, pour finalement se spécialiser sur la guitare. Il étudie ensuite au Hollywood High School (en) à Hollywood.

### Carrière
En 2003, Daniel Davies rencontre Rich Mullins, bassiste du groupe stoner rock Karma to Burn. L'année suivante, ils deviennent amis et fondent le groupe Year Long Disaster avec le batteur de Third Eye Blind, Brad Hargreaves. Ils signent avec le label Volcom Entertainment (en) en 2007. Ils sortent deux albums : Year long Disaster (2007) et Black Magic; All Mysteries Revealed (2010). Year Long Disaster part en tournée avec d'autres groupes comme Motörhead, The Cult, Velvet Revolver et les Foo Fighters,.
En 2009, Karma To Burn annonce sa reformation avec une tournée américaine en 2010 avec Year Long Disaster. Au cours de l'année, Davies et Mullins confirment que les deux groupes vont fusionner,. Daniel Davies chante ensuite sur deux albums de de Karma to Burn : Appalachian Incantation (2010) et V (2011).
En 2012, le groupe CKY annoncé qu'il embauche Daniel Davies pour remplacer le chanteur fondateur Deron Miller (en) après que des désaccords avec ce denier. Davies accompagne donc le groupe en tournée en 2012 ainsi qu'en 2015 au Amnesia Rockfest à Montebello. Le groupe annonce initialement vouloir enregistrer avec Daniel Davies comme chanteur avant de préciser en 2016 qu'ils enregistreraient un nouvel album en trio, probablement sans lui. En 2021, CKY publieront tout de même le titre Lost in Departures avec la voix de Daniel Davies.
En 2013, il s'associe avec l'ancien guitariste de Filter, Geno Lenardo, pour participer — sous le nom de By Maker — à la bande originale du film australien I, Frankenstein sorti en 2014
En 2014, le cinéaste-musicien John Carpenter, qui est son parrain, commence à travailler sur son premier album instrumental, Lost Themes. Le travail initial était une collaboration entre John Carpenter et son fils Cody, mais après Cody se rend au Japon pour enseigner, John Carpenter a fait appel à son filleul pour poursuivre sa collaboration sur l'album. Daniel Davies joue de la guitare et contribue en tant qu'auteur-compositeur et coproducteur à l'album. L'album sort chez Sacred Bones Records en 2015,.
Daniel Davies collabore avec plusieurs musicens pour des bandes originales de films notamment avec Sebastian Robertson (en). Avec de dernier, il enregistre la chanson Rebel Shake pour le film Les Dossiers secrets du Vatican (2015) ainsi qu'une reprise des Pixies pour Sharknado 3: Oh Hell No! (2015). Le duo compose également la musique du film d'horreur Condemned (2015) d'Eli Morgan Gesner.
En 2016, il retrouve les Carpenter père et fils pour l'album Lost Themes II. Ils collaborent également à la composition du thème de la série télévisée Zoo. Daniel Davies accompagne ensuite John Carpenter en tournée courant 2016,.
Avec John et Cody Carpenter, Daniel Davies compose la musique de plusieurs films d'horreurs : Halloween, Halloween Kills, Halloween Ends ou encore Firestarter,.

## Discographie

### Year Long Disaster
- Year Long Disaster EP (2006)
- Year long Disaster (Volcom Entertainment, 2007)
- Black Magic; All Mysteries Revealed (Volcom Entertainment, 2010)

### Karma to Burn
- Appalachian Incantation (Napalm Records, 2010)
- V (Napalm Records, 2011)

### CKY
- Lost in Departures (2021)

### Albums solo
- Hidden Faces EP (auto-produit, 2011)
- Events Score (Lakeshore Records, 2018)
- Signals (Sacred Bones Records, 2020)

### Avec John et Cody Carpenter
- Lost Themes (Sacred Bones Records, 2015)
- Lost Themes Remixed (Sacred Bones Records, 2015)
- Lost Themes II (Sacred Bones Records, 2016)
- Classic Themes Redux EP (Sacred Bones Records, 2016)
- Anthology: Movie Themes 1974-1998 (Sacred Bones Records, 2017)
- Lost Themes III: Alive After Death (Sacred Bones Records, 2021)
- Anthology II: Movie Themes 1976-1988 (Sacred Bones Records, 2023)
- Lost Themes IV: Noir (Sacred Bones Records, 2024)

### Bandes originales de films/séries TV
Sauf indication contraire, les informations mentionnées dans cette section peuvent être confirmées par la base de données cinématographiques IMDb,  présente dans la section « Liens externes ».
- Rob Dyrdek's Fantasy Factory (en) (série TV, 2014) - 2 épisodes
- I, Frankenstein (Lakeshore Records, 2014) (sous le nom de By Maker - avec Geno Lenardo)
- Condemned (Lakeshore Records, 2015) (avec Sebastian Robertson (en))
- Halloween (2018) (avec John et Cody Carpenter)
- Halloween Kills (2021) (avec John et Cody Carpenter)
- Firestarter (2022)[25] (avec John et Cody Carpenter)
- Halloween Ends (2022) (avec John et Cody Carpenter)
- Let There Be Drums! (documentaire, 2022) (avec Sebastian Robertson (en))
- Sweet Dreams (2024)
- Death of a Unicorn (2025)[26] (avec John et Cody Carpenter)